# Nederland (film)
Nederland is een documentaire van Bert Haanstra uit 1983.
Haanstra filmde Nederland voor deze film veel vanuit de lucht. Daarnaast werden vrij veel opnamen voor de film in het miniatuurstadje Madurodam gemaakt.